# ROX-Filer
ROX-Filer是一个X Window系统下的文件管理器。它也可以作为ROX Desktop的一部分。在一些LINUX发行版，如Puppy Linux，它被选为默认的文件管理器。
ROX-Filer基于GTK+，为自由软件，采用GPL许可证。